# Kabinett Jean-Claude Duvalier

Wappen von Haiti

Das Kabinett Jean-Claude Duvalier war die Regierung in Haiti unter Präsident Jean-Claude „Baby Doc“ Duvalier vom 21. April 1971 bis zum 6. Februar 1986. Das Kabinett Jean-Claude Duvalier löste das Kabinett François Duvalier unter François „Papa Doc“ Duvalier ab, der 1957 zum Präsidenten gewählt wurde und seit 1964 auf Lebenszeit regierte. Entsprechend der 1964 geänderten Verfassung nominierte François Duvalier vor seinem Tode am 22. April 1971 seinen ersten 19-jährigen Sohn Jean-Claude „Baby Doc“ Duvalier zu seinem Nachfolger als Präsident von Haiti. Aus dem bisherigen Kabinett seines Vaters übernahm er Sozialminister Max Antoine, den Minister für Handel und Industrie Lebert Jean-Pierre, den Minister für Nationale Bildung Edner Brutus und Justizminister Jean-André Rousseau, während später die früheren Minister aus dem Kabinett François Duvalier Hervé Boyer als Minister für Finanzen und Wirtschaft sowie Luckner Cambronne und Paul Blanchet als Minister für Inneres und Nationale Verteidigung ins Kabinett eintraten.

## Parlamentswahlen 1973, 1979 und 1984
Die Parlamentswahl in Haiti 1973 für die Abgeordnetenkammer ((Chambre legislative)) wurde am 11. Februar 1973 durchgeführt. Einzige legal existierende Partei war die Partei der Nationalen Einheit PUN (Parti de l'Unité nationale) des Diktators Jean-Claude Duvalier. Rund 300 Kandidaten bewarben sich um die 58 Sitze. Davon gehörten alle der Parti de l'Unité nationale an, die alle 58 Sitze des Parlaments gewann.
Die nächste Parlamentswahl wurde am 11. Februar 1979 durchgeführt. Rund 300 Kandidaten bewarben sich um die 58 Sitze. Davon gehörten fast alle, bis auf einige Unabhängige, wie zuvor der Parti de l'Unité nationale an. 57 Sitze des Parlaments wurden von Mitgliedern der Parti de l'Unité nationale gewonnen, davon waren 16 bisherige Mitglieder der Abgeordnetenkammer. In der nördlichen, zweitgrößten Stadt des Landes, Cap-Haitien, konnte sich ein unabhängiger Kandidat durchsetzen.
Die darauf folgende Wahl am 12. Februar 1984 durchgeführt. Einzige legal existierende Parte war die Parti de l'Unité nationale. Als Präsident auf Lebenszeit unternahm der Jean-Claude „Baby Doc“  Duvalier 1983 den Versuch, seine Position gegenüber lauter werdender Kritik in den eigenen Reihen zu festigen, indem er eine neue Verfassung verabschieden ließ. Das Parlament Haitis, die Chambre legislative, bestand weiterhin aus einer Kammer mit 59 Abgeordneten. Die Legislaturperiode sollte sechs Jahre umfassen. 309 Kandidaten bewarben sich um die 59 Sitze, wovon alle bis auf einen der Parti de l'Unité nationale angehörten. Trotz Wahlpflicht lag die Beteiligung an der Wahl bei nur 40 Prozent der registrierten Wähler. Alle 59 Sitze des Parlaments wurden von Mitgliedern der Parti de l'Unité nationale gewonnen.

## Ende der Amtszeit Duvaliers 1986
Mit dem Besuch von Papst Johannes Paul II. im März 1983 und dessen öffentlicher Kritik an den haitianischen Zuständen begann der Unmut der Bevölkerung zu steigen. Im Oktober 1985 starteten die Unruhen in den größten Städten Haitis. Duvalier reagierte mit einer zehnprozentigen Herabsetzung der Höchstpreise auf Grundnahrungsmittel, der Schließung unabhängiger Rundfunksender, Polizei- und Militäraktionen der Forces Armées d’Haïti und einer Kabinettsumbildung. Diese Maßnahmen brachten jedoch keinerlei Erfolg und führten zur Verschärfung der allgemeinen Lage. Die US-amerikanische Regierung unter Präsident Ronald Reagan übte daraufhin Druck auf Duvalier aus, das Land zu verlassen. Schon vorher hatte man mit wirtschaftlichen Sanktionen Druck auf Duvalier ausüben wollen, um ihn zu stärkerer Demokratisierung zu bewegen, nachdem US-amerikanische Regierungen seinen Vater und ihn über Jahrzehnte mit Wirtschaftshilfen gestützt hatten. Duvalier ließ diese Aufforderung unbeachtet. Am 7. Februar 1986 wurde Duvalier abgesetzt. Er floh nach Frankreich ins Exil. Die neunundzwanzigjährige Herrschaft beider Duvaliers hat das Land etwa 30.000 Menschenleben gekostet. Duvalier selbst sah seine Abdankung aus der Sicht, dass er damit dem Land einen Bürgerkrieg erspart habe und somit den Weg zu einem Neuanfang Haitis möglich gemacht habe.
Im Anschluss wurde vom Militär unter Generalleutnant Henri Namphy ein Nationaler Regierungsrat CNG (Conseil National de Gouvernement) gebildet, das Kabinett Namphy I.

## Kabinettsmitglieder
| Amt                                                                                                 | Amtsinhaber | Beginn der Amtszeit | Ende der Amtszeit |
| --------------------------------------------------------------------------------------------------- | --- | --- | --- |
| Auswärtige Angelegenheiten und Kulte (Affaires Etrangères et des Cultes)                            | Adrien Raymond Edner Brutus Gérard Dorcely Georges Salomon Edouard Francisque Jean-Robert Estimé Georges Salomon | 22. April 1971 20. März 1974 3. November 1978 13. November 1979 5. Januar 1981 3. Februar 1982 30. Dezember 1985 | 20. März 1974 3. November 1978 13. November 1979 5. Januar 1981 3. Februar 1982 30. Dezember 1985 7. Februar 1986 |
| Soziales (Affaires Sociales)                                                                        | Max Antoine Achille Salvant Hubert De Ronceray Ulysse Pierre-Louis Théodore Achille Arnold Blain Hervé Denis Jean-Robert Estimé Daniel Supplice | 22. April 1971 31. März 1976 3. November 1978 23. April 1980 23. April 1982 5. Oktober 1984 12. September 1985 5. November 1985 30. Dezember 1985 | 31. März 1976 3. November 1978 23. April 1980 23. April 1982 5. Oktober 1984 12. September 1985 5. November 1985 30. Dezember 1985 7. Februar 1986 |
| Landwirtschaft (Agriculture)                                                                        | Jaurès Levêque Rémillot Léveillé Edouard Berrouet Paul Saint-Clair René Destin Pierre Sam Rémillot Léveillé Nicot Julien Luckner Saint-Dic Frantz Flambert Hébert Docteur                                                                                                   | 22. April 1971 31. März 1976 27. Mai 1977 13. November 1979 23. April 1980 30. April 1982 12. Juli 1982 29. Dezember 1982 30. Mai 1984 30. August 1984 30. Dezember 1985                                                                                            | 31. März 1976 27. Mai 1977 13. November 1979 23. April 1980 30. April 1982 12. Juli 1982 29. Dezember 1982 30. Mai 1984 30. August 1984 30. Dezember 1985 7. Februar 1986                                                                                              |
| Handel und Industrie (Commerce et Industries)                                                       | Lebert Jean-Pierre Serge Fourcand François Murat Antonio André Wilner Pierre-Louis Albert Charlot Guy Bauduy André Dumesle Emmanuel Bros Jacques Siméon Gérard Alerte Jacques Siméon Stanley Théard Odonel Fénestor Jean-Michel Ligondé Frantz Merceron Raymond Thomas      | 22. April 1971 Januar 1974 8. März 1975 2. Oktober 1975 7. September 1976 27. Mai 1977 3. November 1978 13. November 1979 23. April 1980 17. Juli 1980 3. Februar 1982 12. Juli 1982 24. Februar 1984 30. Mai 1984 10. Juni 1985 5. November 1985 30. Dezember 1985 | Dezember 1973 8. März 1975 2. Oktober 1975 7. September 1976 27. Mai 1977 3. November 1978 13. November 1979 23. April 1980 17. Juli 1980 3. Februar 1982 12. Juli 1982 24. Februar 1984 30. Mai 1984 10. Juni 1985 5. November 1985 30. Dezember 1985 7. Februar 1986 |
| Nationale Bildung (Éducation nationale)                                                             | Edner Brutus Jean-Montès Lefranc Raoul Pierre-Louis Joseph Bernard Franck Saint-Victor Gérard Dorcély Emmanuel Fils-Aimé Théodore Achille Pierre Montès | 22. April 1971 19. März 1974 31. März 1976 20. April 1979 12. Juli 1982 24. Februar 1984 12. September 1985 5. November 1985 30. Dezember 1985 | 19. März 1974 31. März 1976 20. April 1979 12. Juli 1982 24. Februar 1984 12. September 1985 5. November 1985 30. Dezember 1985 7. Februar 1986 |
| Finanzen und Wirtschaft (Finances et Affaires économiques)                                          | Edouard Francisque Emmanuel Bros Hervé Boyer Emmanuel Bros Marc Bazin Frantz Merceron Frantz Flambert | 22. April 1971 9. August 1973 13. November 1979 17. Juli 1980 3. Februar 1982 12. Juli 1982 30. September 1985 | 9. August 1973 13. November 1979 17. Juli 1980 3. Februar 1982 12. Juli 1982 30. September 1985 7. Februar 1986 |
| Inneres und Nationale Verteidigung (Intérieur et Défense nationale)                                 | Luckner Cambronne Roger Lafontant Breton Nazaire Paul Blanchet Pierre Biamby Aurélien Jeanty Achille Salvant Bertholand Edouard Claude Raymond Frantz Médard Edouard Berrouet Joseph Alexis Guerrier Roger Lafontant François Guillaume Jean-Marie Chanoine Pierre Merceron | 22. April 1971 15. November 1972 16. Januar 1973 20. März 1974 31. März 1976 27. Mai 1977 3. November 1978 20. April 1979 13. November 1979 23. April 1980 5. Januar 1981 30. April 1982 12. Juli 1982 12. September 1985 5. November 1985 30. Dezember 1985        | 15. November 1972 16. Januar 1973 20. März 1974 31. März 1976 27. Mai 1977 3. November 1978 20. April 1979 13. November 1979 23. April 1980 5. Januar 1981 30. April 1982 12. Juli 1982 12. September 1985 5. November 1985 30. Dezember 1985 7. Februar 1986          |
| Information (Information)                                                                           | Jean Narcisse Jean-Marie Chanoine Adrien Raymond | 14. November 1979 Oktober 1982 30. Dezember 1985 | 23. April 1980 30. Dezember 1985 7. Februar 1986 |
| Justiz (Justice)                                                                                    | Jean-André Rousseau Fournier Fortuné Aurélien Jeanty Michel Fièvre Ewald Alexis Rock Raymond Rodrigue Casimir Dantès Colimon Bertholand Edouard Rodrigue Casimir Jean Vandal Pierre Gonzales Théodore Achille Jean Vandal                                                   | 22. April 1971 15. November 1972 20. März 1974 27. Mai 1977 3. November 1978 23. April 1980 5. Januar 1981 3. Februar 1982 12. Juli 1982 29. Dezember 1982 24. Februar 1984 3. Oktober 1984 10. Juni 1985                                                           | 15. November 1972 20. März 1974 27. Mai 1977 3. November 1978 23. April 1980 5. Januar 1981 3. Februar 1982 12. Juli 1982 29. Dezember 1982 24. Februar 1984 3. Oktober 1984 10. Juni 1985 7. Februar 1986                                                             |
| Bergbau und Energieressourcen (Mines et Ressources énergétiques)                                    | Fritz Pierre-Louis Henri Bayard Michel Simon | ??? 30. Dezember 1985 | ??? 1979 7. Februar 1986 |
| Planung (Plan)                                                                                      | Pierre Sam Claude Weil Yves Blanchard | ??? 30. Mai 1984 | ??? 30. Mai 1984 ??? |
| Präsidialamt (Présidence)                                                                           | Henri Bayard Jean-Marie Chanoine | 23. April 1980 Oktober 1982 | 3. Februar 1982 30. Dezember 1985 |
| Öffentliche Gesundheit und Bevölkerung (Santé publique et Population)                               | Alix Théard Daniel Beaulieu Willy Verrier René Charles Gérard Désir Volvick Rémy Joseph Ary Bordes Robert Germain Victor Laroche | 22. April 1971 9. August 1973 31. März 1976 23. April 1980 5. Januar 1981 30. April 1982 28. März 1983 24. Februar 1984 10. Juni 1985 | 9. August 1973 31. März 1976 23. April 1980 5. Januar 1981 30. April 1982 28. März 1983 24. Februar 1984 10. Juni 1985 7. Februar 1986 |
| Öffentliche Arbeiten, Verkehr und Kommunikation (Travaux publics, des Transports et Communications) | Pierre Petit Max Bonhomme Pierre Petit Fernand Laurin Pierre Saint-Côme Alix Cinéas Fritz Benjamin Théophile Roche Maxime Léon Alix Cinéas | 22. April 15. November 1972 9. August 1973 31. März 1976 27. Mai 1977 13. November 1979 30. Mai 1984 5. Oktober 1984 10. Juni 1985 5. November 1985 | 15. November 1972 9. August 1973 31. März 1976 27. Mai 1977 13. November 1979 30. Mai 1984 5. Oktober 1984 10. Juni 1985 5. November 1985 7. Februar 1986 |

## Hintergrundliteratur
- Leslie Jean-Robert Péan: Haiti. Économie politique de la corruption. Tome IV: L’ensauvagement macoute et ses conséquences (1957–1990), Maisonneuve et Larose, Paris 2007